# الاعتراف القانوني بالعلاقات المثلية في تشيلي
اعترفت تشيلي بالاتحادات المدنية منذ 22 أكتوبر 2015. في 28 يناير 2015، وافق الكونغرس الوطني على مشروع قانون يشرع الاتحادات المدنية للشركاء المثليين والشركاء المغايرين، والذي يوفر بعض حقوق الزواج. تم توقيع مشروع القانون في 13 أبريل 2015 وتم نشره في الجريدة الرسمية في 21 أبريل 2015 ودخل حيز التنفيذ في 22 أكتوبر 2015.
في أبريل 2015، وذلك استجابة لدعوى قضائية رفعها أمام محكمة الدول الأمريكية لحقوق الإنسان تسعى لالغاء حظر زواج المثليين، وقعت كل من حكومة تشيلي ومنظمات حقوق المثليين المحلية ولجنة الدول الأمريكية لحقوق الإنسان «اتفاق تسوية ودية»، حيث تعهدت الحكومة بتشريع زواج المثليين. تم تقديم مشروع قانون بهذا المعنى إلى الكونغرس الوطني في أغسطس 2017، لكن فشل تمريره قبل مارس 2018، عندما تم تنصيب حكومة جديدة. هذا الاتفاق والحكم الصادر في يناير 2018 من قبل محكمة الدول الأمريكية لحقوق الإنسان، والذي ينص على أن الدول الموقعة على الاتفاقية الأمريكية لحقوق الإنسان يجب أن تقنن زواج المثليين، قد ضغطا على الحكومة الجديدة لتشريع زواج المثليين.

## الاتحاد المدني

الاعتراف القانوني بالعلاقات المثلية في أمريكا الجنوبية
زواج المثليين
توفر شكل آخر من أشكال الاعتراف القانوني
لا اعتراف
حظر دستوري على زواج المثليين، عبر تقييد تعريف الزواج في الدستور إلى اتحاد بين رجل وامرأءة فقط
المثلية الجنسية غير قانونية

### رئاسة باشيليت الأولى
خلال الحملة الرئاسية في يناير 2006، أعرب كل من الرئيسة ميشال باشليت ومرشح يمين الوسط سبستيان بنييرا عن دعمهما للاتحادات المدنية، لكن الكنيسة الكاثوليكية والعديد من أعضاء الكونغرس عارضوا ذلك.
في أكتوبر 2009، تم تقديم مشروع قانون الاتحاد المدني لكن فشل تمريره.

### رئاسة بينييرا الأولى
أثناء فترة رئاسته في عام 2009، تعهد بينييرا بإنهاء التمييز على أساس التوجه الجنسي وأدرج شريكين مثليين في أحد إعلانات حملته التلفزيونية.
في يونيو 2010، قدم السناتور أندريس ألاماند (عن التجديد الوطني) مشروع قانون إلى الكونغرس للسماح «باتفاق الحياة المشتركة» (بالإسبانية: Acuerdo de Vida en Común)‏، والذي سيكون مفتوحًا لكل من الشركاء المثليين والشركاء المغايرين. في 3 أغسطس 2010، قدم السناتور فولفيو روسي (عن الحزب الاشتراكي) مشروع قانون لتشريع زواج المثليين في البلاد. خلال الأسبوع الأول من سبتمبر 2010، ذكر العديد من أعضاء مجلس الشيوخ الذين يدعمون مشروع القانون أنهم سوف يسحبون دعمهم بعد محادثات مع أعضاء الكنيسة الإنجيلية، وأعلنوا بدلاً من ذلك دعمهم لمشروع قانون الاتحاد المدني الذي قدمه السناتور ألاماند.
في أيار/مايو 2011، صرح الرئيس بينييرا بأنه يؤيد مشروع قانون قادم من شأنه تقنين شكل من أشكال الاتحاد المدني؛ كانت نيته المعلنة هي «حماية وحماية [...] كرامة هؤلاء الشراكاء، سواء المغايرين منهم أو المثليين». قدم بينييرا مشروع قانون إلى الكونغرس في أغسطس 2011 يسمح بالمساكنة المسجلة، والمعروف باسم «اتفاقية شراكة الحياة» (بالإسبانية: Acuerdo de Vida en Pareja)‏. وهذا من شأنه أن يمنح الشركاء غير المتزوجين الكثير من الحقوق التي يتمتع بها الآن الأزواج المتزوجون فقط، مثل الميراث وبعض مزايا الرعاية الاجتماعية والرعاية الصحية. بموجب مشروع قانون بينييرا، يمكن للشركاء المثليين تسجيل شراكتهم المدنية مع كاتب عدل.
في 10 أبريل 2013، تمت الموافقة على قانون «اتفاقية شراكة الحياة» الذي ينشئ الاتحادات المدنية في تشيلي من قبل لجنة الدستور والقانون والعدالة بمجلس الشيوخ، في تصويت 4 أصوات لصالح مقابل صوت واحد ضد (4-1). في 7 يناير 2014، صوت مجلس الشيوخ 28 صوتا لصالح مقابل 6 أصوات ضد (29-6), ولكن لم يتم التصويت على مشروع القانون من قبل مجلس النواب قبل نهاية الجلسة البرلمانية في مارس 2014، على الرغم من كونها قضية ذات أولوية لبينييرا.

### رئاسة باشيليت الأولى
عندما تولت ميشال باشليت منصب رئيسة الجمهورية مرة أخرى في مارس 2014، أعطت الأولوية لمشروع قانون الاتحاد المدني الذي قدمه الرئيس بينييرا.
في 5 أغسطس 2014، وافقت لجنة في مجلس الشيوخ على مشروع قانون الاتحادات المدنية. في 7 أكتوبر 2014، أقر مجلس الشيوخ مشروع القانون، وتم نقله إلى مجلس النواب.
تم تغيير اسم مشروع القانون ليصبح «ميثاق الاتحاد المدني» (بالإسبانية: Pacto de Unión Civil)‏ في 17 ديسمبر، وكرر الكونغرس عزمه على إجراء التصويت النهائي بحلول يناير 2015. في 6 يناير 2015، تمت الموافقة على حكم ينص على الاعتراف بزواج المثليين الذي يتم في الخارج على أنه اتحاد مدني بينما تم رفض بند تبني الأطفال في اللجنة الدستورية. ذهب مشروع القانون للتصويت النهائي أمام كل من مجلس الشيوخ ومجلس النواب بصيغته المعدلة. في 13 كانون الثاني/يناير، أعاد مجلس النواب تأكيد حكم التبني. في 20 كانون الثاني/يناير 2015، أقر المجلس مشروع القانون في صويت 86 صوتًا لصالح مقابل مقابل 23 صوتًا ضد وامتناع عضوين عن التصويت (86-23-2). في 27 كانون الثاني/يناير، رفض مجلس الشيوخ جميع التعديلات التي أدخلها المجلس، لذلك تم إرسال مشروع القانون إلى اللجنة المشتركة لكلا المجلسين.
توصلت اللجنة إلى الاتفاق فيما يتعلق بنص مشروع القانون وغيرت اسمه إلى «اتفاقية الاتحاد المدني» (بالإسبانية: Acuerdo de Unión Civil)‏

في نفس اليوم. تم تمرير مشروع القانون في كلا المجلسين في 28 يناير 2015. طلب العديد من المشرعين من المحكمة الدستورية التشيلية التحقق من دستورية مشروع القانون، الذي أيدته المحكمة في حكم صدر في 6 أبريل 2015. تم التوقيع على مشروع القانون من قبل الرئيس باشيليت في 13 أبريل 2015. تم نشره في الجريدة الرسمية في 21 أبريل 2015 ودخل حيز التنفيذ في 22 أكتوبر 2015.
تُمكِّن أحكام الاتحاد المدني في تشيلي الشركاء من المطالبة باستحقاقات المعاشات التقاعدية ووراثة الممتلكات إذا توفي شريكهم المدني فضلاً عن الملكية المشتركة بسهولة أكبر واتخاذ القرارات الطبية لبعضهم البعض. وقدرت الحكومة وقت سريان القانون أن نحو مليوني من الشركاء التشيليين الذين يتعايشون مع بعضهم البعض يمكن أن يتقدموا باعتراف قانوني لاتحاداتاهم. في اليوم التالي لدخول القانون حيز التنفيذ، قام حوالي 1,600 من الشركاء بتسجيل اتحاداتهم.
في 1 كانون الأول/ديسمبر 2016، وافق مجلس النواب بالإجماع (باستثناء امتناع 6 عن التصويت) على مشروع قانون لمنح الشركاء الذين يدخلون في اتحاد مدني خمسة أيام عطلة، مثل الأزواج المغايرين المتزوجين. تمت الموافقة على مشروع القانون من قبل مجلس الشيوخ في أكتوبر 2017، في تصويت بالإجماع 15 صوتا لصالحه مقابل عدم تصويت أي عضو ضده (15-0). دخل القانون حيز التنفيذ في في 8 نوفمبر 2017.

### الاحصائيات
من يناير إلى ديسمبر 2016، تم إجراء 7,338 اتحاد مدني في تشيلي. 75% منها كانت بين الشركاء المغايرين، في حين أن ال25% المتبقية كانت بين الشركاء المثليين. تم عقد 41% من جميع هذه الاتحادات في إقليم سانتياغو متروبوليتان. تم إجراء 9,535 اتحاد مدني بين أكتوبر 2015 وديسمبر 2016.
شكل 21,189 من الشركاء اتحادات مدنية بحلول أكتوبر 2018، بعد ثلاث سنوات من دخول القانون حيز التنفيذ. من بين هؤلاء، تم إجراء 16,483 بين الشركاء المغايرين (أو 77.8%)، وتم إجراء 2,523 بين الشريكات المثليات من الإناث (أو 10.6%) و 2,453 بين الشركاء المثليين من الرجال (أو 11.6%). إحصاءات الاتحادات المدنية المثلية في أقاليم تشيلي هي على النحو التالي: 58 في إقليم أريكا ي بارينكوتا، 93 في إقليم تاراباكا، 199 في إقليم أنتوفاغاستا، 72 في إقليم أتاكاما، 149 في إقليم كوكيمبو، 646 في إقليم فالبارايسو، 2,621 في إقليم سانتياغو متروبوليتان، 216 في إقليم أوهيغينز، 143 في إقليم مولي، 0 في أقليم نيوبلي، 242 في إقليم بيو بيو، 79 في إقليم أراوكانيا، 48 في إقليم لوس ريوس، 102 في إقليم لوس لاغوس، 6 في أقليم آيسن، و 32 في إقليم ماجلان.
| السنة | الاتحادات المثلية | الاتحادات المثلية | الاتحادات المثلية | الاتحادات المغايرة | العدد الإجمالي للاتحادات المدنية | % الاتحادات المثلية |
| السنة | بين الرجال        | بين النساء        | العدد الإجمالي    | الاتحادات المغايرة | العدد الإجمالي للاتحادات المدنية | % الاتحادات المثلية |
| ----- | ----------------- | ----------------- | ----------------- | ------------------ | -------------------------------- | ------------------- |
| 2015  | 277               | 358               | 635               | 1,562              | 2,197                            | 28.9%               |
| 2016  | 767               | 888               | 1,655             | 5,683              | 7,338                            | 22.6%               |
| 2017  | 666               | 639               | 1,305             | 4,972              | 6,277                            | 20.8%               |

## زواج المثليين

### تاريخ

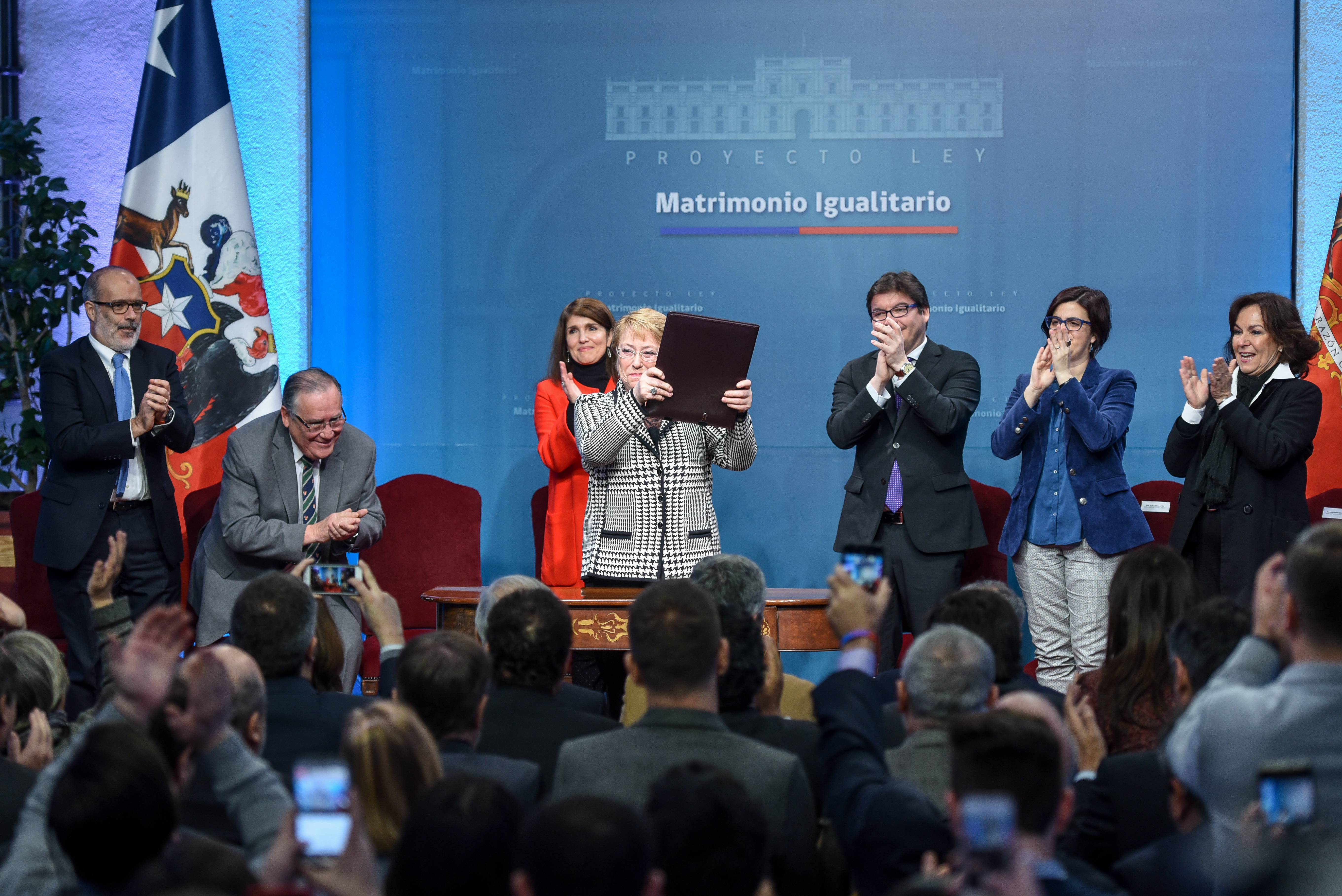
الرئيسة ميشال باشليت تقدم مشروع قانون زواج المثليين إلى الكونغرس.

أعلنت ميشال باشليت في 11 أبريل 2013 أنها تؤيد زواج المثليين وسوف تسعى لتشريعه إذا انتخبت رئيسة في الانتخابات الرئاسية في نوفمبر 2013. فازت باشيليت، التي كانت رئيسة سابقة لشيلي بين عامي 2006 و 2010، في الانتخابات في 15 ديسمبر 2013.
في 10 ديسمبر 2014، انضمت مجموعة من أعضاء مجلس الشيوخ من مختلف الأحزاب إلى منظمة الدفاع عن المثليين حركة المثليين للاندماج والتحرير في تقديم مشروع قانون لتشؤيع بزواج المثليين وتبني المثليين للأطفال في الكونغرس. كانت حركة المثليين للاندماج والتحرير تجري محادثات مع الحكومة التشيلية للبحث عن حل ودي لقضية زواج المثليين في الانتظار المرفوعة ضد الدولة أمام محكمة الدول الأمريكية لحقوق الإنسان (انظر أدناه). اقترحت المجموعة أن يتخلوا عن قضيتهم إذا وفي حزب باشيليت بوعوده بتشريع زواج المثليين. في 17 فبراير 2015، التقى محامون يمثلون الحكومة وحركة المثليين للاندماج والتحرير لمناقشة حل ودي لقضية زواج المثليين. أعلنت الحكومة أنها ستتخلى عن معارضتها لزواج المثليين. تم التوقيع على اتفاق رسمي بين الطرفين في لجنة البلدان الأمريكية لحقوق الإنسان في أبريل 2015. تعهدت الحكومة التشيلية بتشريع زواج المثليين.
في 1 يوليو 2016، أعلنت الحكومة أنها ستبدأ مشاورات حول مشروع قانون زواج المثليين في سبتمبر 2016، بهدف الانتهاء منه بحلول منتصف عام 2017 وقالت إنها تعتبر الحظر المفروض على زواج المثليين انتهاكًا لحقوق الإنسان. صرحت الرئيسة باشيليت أمام لجنة تابعة للجمعية العامة للأمم المتحدة في سبتمبر 2016 أن الحكومة التشيلية ستقدم مشروع قانون زواج المثليين إلى الكونغرس «في النصف الأول من عام 2017». في يونيو 2017، أعلنت في خطاب أمام الكونغرس أن حكومتها سترسل مشروع قانون إلى الهيئة التشريعية في النصف الثاني من عام 2017 للسماح بزواج المثليين. أكدت الحكومة في وقت لاحق أن مشروع القانون سيسمح للأزواج المثليين بالتساوي في حقوق التبني. في 28 أغسطس 2017، تم إرسال مشروع القانون إلى الكونغرس. قُدم مشروع القانون رسميًا إلى مجلس الشيوخ في 5 سبتمبر وأحيل إلى لجنة الدستور والتشريع والعدالة والتنظيم.
في 19 نوفمبر 2017، عقدت تشيلي الانتخابات البرلمانية والجولة الأولى من الانتخابات الرئاسية. وفقًا لصحيفة لاتريسيرا ونشطاء المثليين المحليين، فإن غالبية أعضاء مجلس النواب ومجلس الشيوخ المنتخبين حديثًا يؤيدون زواج المثليين.
بدأت لجنة الدستور والتشريع والعدالة والتنظيم التابعة لمجلس الشيوخ دراسة مشروع القانون في 27 نوفمبر 2017. قبل يومين، قام ما يقدر بنحو 100,000 شخص بمسيرة في سانتياغو لصالح إقرار مشروع القانون. وكان من بين المشاركين العديد من المشرعين والدبلوماسيين، بمن فيهم المرشح الرئاسي أليخاندرو خيلير.
في 17 ديسمبر 2017، تم إعادة انتخاب سبستيان بنييرا، الذي يعارض شخصيًا زواج المثليين، رئيسًا. لكن بينيرا قال إنه سيحترم اتفاقية أبريل 2015 مع لجنة الدول الأمريكية لحقوق الإنسان، قائلاً إن «التزامات شيلي الدولية سيتم الوفاء بها».
في أعقاب الحكم الصادر عن محكمة الدول الأمريكية لحقوق الإنسان في يناير 2018، والذي يشترط على الدول الموقعة على الاتفاقية الأمريكية لحقوق الإنسان تقنين زواج المثليين، حثت جماعة الدفاع عن حقوق المثليين، بينييرا على تنفيذ القرار والالتزام به. في أوائل مارس 2018، أعلن متحدث باسم إدارة بينييرا أن إقرار مشروع قانون زواج المثليين لن يكون أولوية، لكن حكومة بينييرا لن تستخدم حق النقض أو الاعتراض عليه.
في أوائل أبريل 2018، استدعت لجنة الدول الأمريكية لحقوق الإنسان الحكومة التشيلية لحضور اجتماع لمعالجة حالة التدابير المتضمنة في الاتفاق الودي الذي تم التوصل إليه في أبريل 2015. وعقد الاجتماع في جمهورية الدومينيكان في 3 مايو 2018. أبلغت الحكومة اللجنة بالوضع فيما يتعلق بمشروع قانون زواج المثليين، والموقف الذي تعتزم اتخاذه. قبل وقت قصير من 3 مايو، أعلنت الحكومة التشيلية رسميًا أنها ستواصل احترام اتفاقية أبريل 2015.
في 17 أيار/مايو 2018، اليوم الدولي لمناهضة رهاب المثلية ورهاب التحول الجنسي ورهاب ازدواجية التوجه الجنسي، وقع بينييرا على الاتفاق الودي، وتعهد بمواصلة عمل الحكومة السابقة في تقنين زواج المثليين.
استأنفت اللجنة مناقشة مشروع قانون زواج المثليين في 9 كانون الثاني/يناير 2019، وستستمر في مايو/أيار. في مايو 2019، قال رئيس مجلس الشيوخ خايمي كوينتانا إن مشروعي القانون، اللذين يقننان زواج المثليين وتبني المثليين للأطفال، سيكون لهما أولوية في جدول أعمال مجلس الشيوخ، ومن المتوقع أن تصوت اللجنة الدستورية في مجلس الشيوخ على مشروع قانون زواج المثليين في يونيو.

### محاولات لتعديل الدستور
استجابةً للتشريع المقترح والقضايا القضائية المحتملة التي سترفع في المحكمة الدستورية في البلاد، قدم نواب عن الاتحاد الديمقراطي المستقل تعديلاً دستوريًا في 11 أغسطس 2011، سعى إلى تعريف الزواج باعتباره اتحادًا بين رجل وامرأة. ولكن مشروع القانون لم يتم التصويت عليه.
في 16 يونيو 2016، قدم اثنان من نواب الاتحاد الديمقراطي المستقل مشروع قانون لتعديل الدستور لحظر زواج المثليين وحظر الأزواج المثليين من التبني.

## الدعاوى القضائية
استمعت المحكمة الدستورية في تشيلي إلى الحجج الشفاهية في 28 يوليو 2011، بشأن دستورية المادة 102 من القانون المدني التي تحظر زواج المثليين، لكنها قضت في 3 نوفمبر بأن الحظر لم يكن غير دستوري في حكم 9 قضاة لصالح مقابل قاض وحيد (9-1).
في عام 2012، تم رفع دعوى زواج المثلسين أمام محكمة الدول الأمريكية لحقوق الإنسان. أعلنت حكومة بينييرا عن معارضتها للدعوى في عام 2013. بعد تنصيب ميشال باشليت، التي تعهدت بتشريع زواج المثليين رئيسًة لجمهورية تشيلي في عام 2014، أعلنت حركة المثليين للاندماج والتحرير عن أنها ستسعى إلى حل ودي للقضية مع الدولة. في 17 فبراير 2015، التقى محامون يمثلون الحكومة وحركة المثليين للاندماج والتحرير لمناقشة حل ودي لقضية زواج المثليين أمام لجنة الدول الأمريكية لحقوق الإنسان. أعلنت الحكومة أنها ستتخلى عن معارضتها لزواج المثليين. تم توقيع اتفاقية رسمية في أبريل وأعلنت حركة المثليين للاندماج والتحرير أن القضية ستستمر حتى تشرع تشيلي زواج المثليين.
في 10 يونيو 2016، رفضت الدائرة الثالثة لمحكمة الاستئناف في سانتياغو دعوى أخرى رفعتها حركة المثليين للاندماج والتحرير. جادلت المحكمة أن التشريعات التشيلية لا تسمح بزواج المثليين وبالتالي فإن السجل المدني لا يمكنه تزويج الأزواج المثليين. علاوة على ذلك، أوضحت المحكمة أن تشريع زواج المثليين لا ينبغي أن يقرره القضاء بل فروع الحكومة الأخرى.
في ديسمبر 2018، قضت المحكمة العليا في تشيلي بأن الزواج حق أساسي، في حالة يعتقد الخبراء القانونيون أنها قد تمهد الطريق لزواج المثليين. بعد فترة وجيزة من الحكم، رفع زوجان مثليان دعوى ضد الحظر المفروض على زواج المثليين، بحجة أنه غير دستوري وانتهاك لحقوق الإنسان. في أبريل 2019، بعد أن أحالت المحكمة العليا القضية مرة أخرى إلى محكمة الاستئناف في سانتياغو بسبب انتهاك دستوري محتمل، حكمت الأخيرة بأن حرمان الزوجين من رخصة زواج ليس أمرا غير قانوني. استأنف المدعون الحكم أمام المحكمة العليا.

## الرأي العام
خلص استطلاع للرأي أجري في أبريل 2009 إلى أن 33.2% فقط من التشيليين كانوا يؤيدون السماح بزواج المثليين، وكان 65.2% يعارضه. ومع ذلك، كان الدعم بين الشباب أعلى بكثير: وفقا لدراسة أجراها المعهد الوطني للشباب في تشيلي، أيد 56% من الأشخاص الذين تتراوح أعمارهم بين 15 و 29 سنة زواج المثليين، بينما أيد 51.3% تبني المثليين للأطفال. أظهر استطلاع عام 2014 أن 70% من الشباب يؤيدون زواج المثليين.
وجد استطلاع للرأي أجرته مؤيسة سي أي بي على مستوى البلاد في يوليو 2011 أن 52% من التشيليين يفضلون منح الحقوق القانونية للعلاقات المثلية: 18% يؤيدون منح الزواج المدني للأزواج المثليين، بينما يفضل 34% إعطاء الأزواج المثليين «اتحاد قانونيا». عندما تم إعادة صياغة السؤال قليلاً، كان 57% من التشيليين يعارضون زواج المثليين حيث «نفس الحقوق كزوجين مغايرين مضمونة» و 27% يؤيدون ذلك، في حين كان تأييد «الاتحاد القانوني» للشركاء المثليين أعلى بنسبة 35%، مع 57% ضد. في جميع الأسئلة، كان دعم الاعتراف القانوني بالعلاقات المثلية أعلى بين الشباب والأفضل تعليماً. في حالة تبني الأطفال من قبل الزوجات والشريكات المثليات كان 24% لصالح و 61% ضد. كان الدعم أقل بالنسبة للأزواج المثليين من الرجال: 20% لصالح و 64% ضد.
وجد استطلاع للرأي أجري في أغسطس 2012 أن 54.9% من التشيليين يؤيدون زواج المثليين، بينما عارضه 40.7 %.
وفقًا لمسح أجراه مركز بيو للأبحاث، والذي أجري بين 11 نوفمبر و 16 ديسمبر 2013، أيد 46% من التشيليين زواج المثليين، وعارضه 42%.
وفقًا لمستطلع الرأي التشيلي «كادم بلازا بيبليكا»، في نهاية عام 2014، كان 55% من التشيليين يؤيدون زواج المثليين، بينما عارض 39% ذلك.
وجد استطلاع للرأي أجري في سبتمبر 2015 من قبل «كادم بلازا بيبليكا»، أن 60% من التشيليين يؤيدون زواج المثليين، وهو أعلى معدل مسجل على الإطلاق بين عامة السكان. بلغت نسبة التشيليين الذين عارضوه 36%. وجد نفس المستطلع عام 2016 دعمًا بنسبة 61% و 36% معارضة. استطلاع آخر أجري في يوليو 2017 من قبل نفس المستطلع وجد تأييدًا بنسبة 61% ومعارضة بنسبة 32%.
وجد استطلاع دولي للدراسات التربوية والمدنية لعام 2016، نُشر في أبريل 2018، أن 79%: من طلاب الصف الثامن التشيلي (13-14 عامًا) يدعمون زواج المثليين. شملت الدراسة أيضًا أربعة بلدان أخرى في أمريكا اللاتينية، حصلت تشيلي على أعلى مستوى من الدعم: كانت المكسيك 78%، كولومبيا 63%، بيرو 48% وجمهورية الدومينيكان 38%. كانت زيلدة تشيلي بنسبة 21% عن عام 2009.
أظهر مقياس الأمريكتين لعام 2017 أن 59% من التشيليين يؤيدون زواج المثليين.
أظهر استطلاع للرأي أجري ل«كووبراتيف إي إيماجيناسيون»، بين 24 و 27 أغسطس 2017، أن 62.2% من التشيليين يؤيدون زواج المثليين، بينما كان 34.8% ضده. في الاستطلاع نفسه، أيد 47% تبني المثليين للأطفال، وعارض 51.2% ذلك.
وجد استطلاع للرأي أجرته «كادم بلازا بيبليكا»، في أبريل 2018 تأييدًا لزواج ابمثليين بنسبة 64% ومعارضة 34%. 2% كانوا غير متأكدين أو رفضوا الإجابة. بالإضافة إلى ذلك، بلغت نسبة التأييد والمعارضة لتبني المثليين للأطفال 49%.